# マシュー・ゴンザレス
マシュー・ゴンザレス（Matthew Gonzalez、1994年6月1日 - ）は、オーストラリアのラグビー選手。マット・ゴンザレスと表記されることもある。

## プロフィール
- オーストラリア、ボウカム・ヒルズ出身[1]。
- ポジションはスクラムハーフ(SH)。
- 身長 176cm、体重 85kg

## 略歴
2024年、パリ五輪の7人制オーストラリア代表に選ばれた。